# Zlatićevo
Zlatićevo (cyr. Златићево) – wieś w Serbii, w okręgu jablanickim, w gminie Vlasotince. W 2011 roku liczyła 83 mieszkańców.